# El Calvario (paroisse civile)
Pour les articles homonymes, voir El Calvario.
El Calvario est l'une des quatre paroisses civiles de la municipalité de Sebastián Francisco de Miranda dans l'État de Guárico au Venezuela. Sa capitale est El Calvario.

## Géographie

### Démographie
Hormis sa capitale El Calvario, la paroisse civile comporte plusieurs localités, dont :
- El Calvario
- Manzanares
- Palenque